# 大盛魁
大盛魁是清代晉商對蒙古貿易的商號，是當時中國最大的商號。
康熙時，在平定噶爾丹的戰爭中，清軍深入漠北，“其地不毛，間或無水，至瀚海等砂磧地方，運糧尤苦”，遂特准商人王相卿、史大學、張傑等三人隨軍貿易，於殺虎口開設商號，全稱吉盛堂，生意十分興隆，後改名為大盛魁。總號最初設在烏里雅蘇台，後遷駐歸化城（呼和浩特），其經營的基本地區是烏裏雅蘇臺和科布多。
大盛魁極盛時有商隊駱駝近二萬頭，每股分紅可達一萬餘兩白銀。1929年（民國18年），大盛魁商號宣告倒閉。

## 影視作品
- 大盛魁 (2017年电视剧)共56集

## 外部連結
- 豆瓣电影上《大盛魁》的資料 （简体中文）
- 豆瓣读书上《大盛魁商号》的資料 （简体中文）
- 豆瓣读书上《大盛魁商号2》的資料 （简体中文）
- 豆瓣读书上《大盛魁商号3》的資料 （简体中文）
- 台灣緯來育樂台官方網站 （页面存档备份，存于）